# Live in California 74
Live in California 74 – DVD z koncertem zespołu Deep Purple wydane 21 listopada 2005. Materiał zarejestrowano podczas transmisji telewizyjnej ABC-TV 6 kwietnia 1974 na Ontario Motor Speedway w Ontario, niedaleko Los Angeles w Kalifornii. Koncert ten po raz pierwszy wydano na VHS i płycie LaserDisc w roku 1981 pod tytułem California Jam.
To DVD jest pierwszym oficjalnym wydaniem kompletnego koncertu, utwór "Lay Down, Stay Down" nie został zamieszczony na wydaniu VHS.
Cztery pierwsze utwory pochodzą z najnowszego albumu Burn, inne z Machine Head. "Smoke on the Water", "Space Truckin'", "Lazy" i "The Mule" były grane jako intro i outro podczas "You Fool No One".

## Lista utworów
| 1.  | "Intro"                                                                 | 1:27    |
|     |                                                                         |         |
| 2.  | "Burn" (Ritchie Blackmore, Jon Lord, Ian Paice, David Coverdale)        | 7:30    |
|     |                                                                         |         |
| 3.  | "Might Just Take Your Life" (Blackmore, Lord, Paice, Coverdale)         | 5:54    |
|     |                                                                         |         |
| 4.  | "Lay Down, Stay Down" (Blackmore, Lord, Paice, Coverdale)               | 5:11    |
|     |                                                                         |         |
| 5.  | "Mistreated" (Blackmore, Coverdale)                                     | 12:12   |
|     |                                                                         |         |
| 6.  | "Smoke on the Water" (Blackmore, Ian Gillan, Roger Glover, Lord, Paice) | 8:54    |
|     |                                                                         |         |
| 7.  | "You Fool No One" (Blackmore, Lord, Paice, Coverdale)                   | 19:07   |
|     |                                                                         |         |
| 8.  | "Space Truckin' " (Blackmore, Gillan, Glover, Lord, Paice)              | 25:39   |
|     | Bonus                                                                   |         |
| 9.  | "Burn"                                                                  | 8:21    |
|     |                                                                         |         |
| 10. | "Might Just Take Your Life"                                             | 5:02    |
|     | Utwór archiwalny                                                        |         |
| 11. | "Highway Star" (Blackmore, Gillan, Glover, Lord, Paice)                 | 7:27    |
|     | - Z płyty Live in Concert 72/73                                         |         |
|     |                                                                         | 1:46:44 |
|     |                                                                         |         |

## Wykonawcy
- Ritchie Blackmore – gitara
- David Coverdale – śpiew
- Glenn Hughes – gitara basowa, śpiew
- Jon Lord – organy, instrumenty klawiszowe
- Ian Paice – perkusja

## Informacje dodatkowe
- Live in California 74 jest drugą częścią (Vol. 2) serii archiwalnych koncertów Deep Purple z lat 1968–1976, wydanych na DVD. Część pierwsza (Vol. 1) to Live in Concert 72/73 wydany w lipcu 2005.